# M108 105mm自走榴弾砲
M108 105mm自走榴弾砲（M108 105ミリ じそうりゅうだんほう）は、アメリカ合衆国の開発した、戦後第二世代自走砲。

## 概要
M108は、M52 105mm自走榴弾砲の後車車両として、1952年に開発が開始された。
多くのプランが考えられ、M109 155mm自走榴弾砲と共通の車台を使用する事となり、1954年に試作名称T195として試作が開始された。
1958年からT195の試験が開始されたが、サスペンションなどに不具合が発見されたため、サスペンションの換装、転輪のサイズ変更など、大幅に改良が加えられ、T195E1となり、1962年に制式化され、配備が開始された。
車内配置は車体前部の左側に操縦手席、右側にエンジンルーム、後部は全周旋回式の砲塔が搭載された戦闘室になっている。
搭載砲はM103榴弾砲（22.5口径 105 mm）で、最大射程は11.5 km（M1榴弾使用時）、M548 ロケットアシスト榴弾を使用した場合は15 kmになる。車内には砲弾が87発搭載されている。砲が軽量な為、砲塔の旋回や砲の俯角の操作は手動で行われる。そのため発射速度は毎分1発になる（ただし短時間であれば毎分3発まで可能である）。
M108は1962年に制式化されたものの、アメリカ陸軍では自走砲の主力を155 mm砲装備のM109に統一する事となったので、1963年には生産が終了してしまった。生産数は資料が残っていないためはっきりしていない。
アメリカ陸軍に配備されたM108の一部は、1966年からベトナム戦争に投入された。
この戦争でM108を運用したのは第6野戦砲兵連隊第3大隊、第40野戦砲兵連隊第1大隊の2個大隊で、M108は主に米軍の火力拠点に設営された掩体壕からの支援砲撃に用いられた。
そのため、本来の特徴である"自走可能な砲"という点はあまり生かされなかったが、全周旋回可能な砲塔を持っていた為、砲撃の際に砲の向きを都度変更する必要が無い点は評価された。
しかし、空輸しやすさという点では牽引式榴弾砲の方が容易であった事や、同じ車格のM109の方が射程や威力で勝っていた事もあり、1970年代に入ると、M108はベトナムから徐々に引き揚げられ、一部は同じくベトナム戦争に参戦していたオーストラリア陸軍に貸し出された。
アメリカ陸軍のM108は、ベトナム戦争の終わる1975年には退役となり、本国で装備から外された車両の一部は、ベルギー、カンボジア、台湾、ブラジル、スペイン、トルコ、チュニジアに輸出された。
これら輸出先の国々でも、多くはM109などによって更新されたが、ブラジル陸軍はM108APとして、2010年代に至るまで運用を続けている。
また、ベルギー軍のM108は、1980年代にM109に更新されたが、余剰化したM108の一部は、1990年代にM108 VBCLと呼ばれる砲撃指揮管制車両に改造されている。

## 採用国
- アメリカ合衆国
- オーストラリア - ベトナム戦争中に米軍から貸与
- ベルギー : 90両
- ブラジル : M108AP 72両
- カンボジア[7]
- スペイン : 48両
- 中華民国（台湾） : 100両
- トルコ : M108T 26両[8]
- チュニジア：48両